# 東海市立三ツ池小学校
東海市立三ツ池小学校（とうかいしりつみついけしょうがっこう）は、愛知県東海市加木屋町にある公立小学校。

## 概要
- 東海市南西部の小学校であり、校区は加木屋町1丁目（一部）、加木屋町（鎌吉良根、北平井（一部）、東島田（一部）、東大堀（一部）、東平井、南平井（一部）、三ツ池、論田（一部）である。公立中学校の進学先は東海市立加木屋中学校である[1]。また、大府市桜木町の一部を委託されている[2]。

## 沿革
- 1976年（昭和51年）4月1日 - 東海市立加木屋南小学校の分校が分立し、東海市立三ツ池小学校として開校。
- 1977年（昭和52年）3月 - 体育館が完成する。
- 1982年（昭和57年） - 校舎（現・南館）が完成する。

## 交通アクセス
- 名鉄河和線南加木屋駅下車、徒歩約15分。
- らんらんバス南ルート「三ツ池小学校西」バス停より徒歩約3分。

## 周辺施設
- 愛知県立東海南高等学校
- 東海市立加木屋中学校
- 東海市立横須賀中学校
- 東海市立加木屋小学校
- 大府市立大府南中学校
- 東海市立三ツ池保育園
- 名鉄河和線南加木屋駅
- 知多半島道路大府東海IC
- バロー加木屋店